# 4066 Haapavesi
4066 Haapavesi è un asteroide della fascia principale. Scoperto nel 1940, presenta un'orbita caratterizzata da un semiasse maggiore pari a 2,2427673 au e da un'eccentricità di 0,2227135, inclinata di 5,27770° rispetto all'eclittica.
L'asteroide è dedicato all'omonima località finlandese.